# Roque Valsecchi
Roque Finimondo Valsecchi (Lanús, Buenos Aires, Argentina, 8 de febrero de 1922 - 4 de julio de 1972) fue un futbolista argentino que jugaba de delantero, y también ejerció como director técnico.

## Trayectoria
Hizo las inferiores en Temperley, de ahí fue traspado al Club Atlético Boca Juniors, donde debutó profesionalmente el 8 de agosto de 1940 ante Banfield. Luego de varias temporadas y de pasar en varios clubes en calidad de cedido, entre ellos Platense  y Chacarita Juniors, fichó por el club Botafogo, siendo esta su primera experiencia en el extranjero.
Su pase al club xeneize fue controvertido. Valsecchi dejó su huella en un famoso clásico por desatar una batalla campal contra Lanús que resultó en las primeras muertes registradas de hinchas (baleados por un policía cuando invadían la cancha).
En Botafogo marcó en un 5-2 a Flamengo recordado como el día en que el Los negros dorsirrojos, en señal de protesta, se sentaron tras llevarse el quinto gol, que consideraron irregular. Pero se le escaparon dos puntos para el título, conquistado por el propio Flamengo.
Luego de Temperley, regresó al fútbol brasileño, más precisamente en Palmeiras, donde no tendría continuidad y luego ficharía por el América de Gerais. 
En 1951 tuvo una propuesta para jugar en Mariscal Sucre junto con otros compatriotas, idea que no prosperó y el jugador terminó quedándose en Brasil.
Se retiró en el Ciclista Lima de Perú en 1954, siendo el goleador del equipo en ese año. 
Poco tiempo después se recibió de entrenador y dirigió a varios equipos entre ellos la selección de Mar del Plata, y Temperley en 1970.
En Perú se utilizaba como seudónimo el nombre de Roque Valeschi.

## Clubes
| Club              | País      | Año       | PJ | G  |
| ----------------- | --------- | --------- | -- | -- |
| Boca Juniors      | Argentina | 1940-1944 | 37 | 15 |
| Platense (cedido) | Argentina | 1943      | 14 | 6  |
| Chacarita Juniors | Argentina | 1945      | 9  | 3  |
| Botafogo          | Brasil    | 1945-1946 |    |    |
| CA Temperley      | Argentina | 1947-1949 | 72 | 36 |
| Palmeiras         | Brasil    | 1950      | 4  | 2  |
| América Mineiro   | Brasil    | 1951-1952 |    |    |
| Ciclista Lima     | Perú      | 1953-1954 | 41 | 17 |

## Palmarés

### Campeonatos nacionales
| Título                | Club         | País      | Año  |
| --------------------- | ------------ | --------- | ---- |
| Primera División      | Boca Juniors | Argentina | 1940 |
| Primera División      | Boca Juniors | Argentina | 1941 |
| Primera División      | Boca Juniors | Argentina | 1944 |
| Copa Carlos Ibarguren | Boca Juniors | Argentina | 1944 |